# لطفي زيني
عبد اللطيف عقيل زيني الشهير بـ لطفي زيني (1939 - 19 سبتمبر 2001)، مغن وممثل وشاعر سعودي. كان أول ممثل يظهر في التلفزيون السعودي عام 1965 في «سكتش المجنون»، وأنشأ استديوهات زيني فيلم في ألمانيا الغربية ولكنه نقله بعد ذلك ليستقر في تونس.

لطفي زيني مع طلال مداح

## نشأته
والده عقيل زيني وهو شيخ دلالي طائفة العقار في جدة، وعندما توفي والده رشحه دلالو جدة ليخلف والده كشيخ الدلالين فقبلها وافتتح مؤسسة زيني العقارية التي تصادف افتتاحها بدء الطفرة العقار، أَحَب الفن منذ كان شابًا صغير السن؛ فدخل باب الحياة الفنية من مبنى جريدة المدينة المنورة، حيث كان يعمل هناك محرر حيث هو أول من أجرى حديثا فنيًا مع الفنان طلال مداح.
ربطته علاقات صادقة مع كبار الفنانين العرب وكان له صلات مع محمد عبد الوهاب وأم كلثوم وفريد الأطرش وصباح وعادل إمام ومحمود المليجي ورشدي أباظة ونادية الجندي ومحمود ياسين ونور الشريف وغيرهم. ويعرف على أنه هو من شجّع الفنان فوزي محسون، وهو من وقف بجانب الفنان الكبير قيثارة الشرق طلال مداح ، وهو من اكتشف الفنان عبادي الجوهر.

## أعماله الفنية

### مسلسلاته
- مسلسل (أغاني في بحر الأماني) مع محمد عبده عام 1969.
- المسلسل الكوميدي إنها مجنونة مجنونة مع نيللي عام 1985.
- مسلسل «الأصيل» برفقة الفنان طلال مداح عام 1972 .
- مسلسل قصر فوق الرمال مع الفنان محمد حمزة (ممثل) 1992

## الحياة المهنية
- مع بداية الستينات كانت بداية لطفي زيني من خلال جريدة المدينة عندما عمل صحفياً فيها ثم عمل كمحرر للصفحة الأدبية والفنية وعندها أجرى أول مقابلة فنية له مع طلال مداح، وعندها نشأت صداقة كبيرة بينهما أسفرت عن بداية المسيرة الفنية بينهما، فكتب لطفي زيني لطلال مداح قصيدة «اسمع حياتي».
- في عام 1965م كان زيني أول ممثل سعودي يظهر في التلفزيون السعودي مع بداية إنشائه في اسكتش «المجنون»، بعد أن شارك في هذا العام أيضاً في الفيلم المصري الدرامي «ولدت من جديد» وكان من بطولة محرم فؤاد وملك سكر ونزهة يونس.
- في عام 1966م شارك في المسلسل السعودي «العيادة» وكانت هذه المشاركة الأولى له مع الفنان حسن دردير وبعدها شكّلا ثنائي تمثيلي.
- في عام 1967م شارك في المسرحية السعودية «أنا أخوك أمين» إلى جانب حسن دردير وكان من تأليف طلال مداح وإخراج سعد الفريح، كما كتب في هذا العام كلمات أغنية «يا غزال» للفنان عبادي الجوهر ولحّنها طلال مداح وقد اعتُبرَت هذه الأغنية انطلاقة الفنان الشاب عبادي الجوهر في ذلك الوقت.
- في عام 1968م عاد إلى السينما المصرية من خلال فيلم «لقاء الغرباء» إلى جانب كل من أحمد مظهر، رفيق السبيعي، مريم فخر الدين، فريد شوقي.
- في عام 1969م كان في المسلسل السعودي «أغاني في بحر الأماني» الذي شارك في كتابة نصّه أيضاً إلى جانب التمثيل، ومسلسل «عمارة العجائب في تونس».
- في عام 1971م شارك في مسلسل «في فندق المفاجآت»، وفي عام 1973م شارك في المسلسل السعودي «الأصيل» إلى جانب صديقيه «طلال مداح» و«حسن دردير».
- في عام 1974م شارك في مسلسل «تحفة ومشقاص في كفر البلاص» بدور تحفة والممثل حسن دردير بدور مشقاص وعندها أحدث هذا الثنائي التمثيلي المتكامل ضجّة كبيرة لدى الجمهور السعودي حتى بات كل منهما يشتهر باسم شخصيته أكثر من اسمه الحقيقي.
- بعد النجاح في المجال الفني انتقل لطفي زيني إلى المجال المهني والتجاري وتحديداً بعد وفاة والده السيد «عقيل زيني» ليتابع مسيرته المهنية في تجارة العقارات ويصبح من أهم رجال الأعمال في جدة.
- أنشأ لطفي زيني في بداية الثمانينات شركة «زيني فيلم» للإنتاج التلفزيوني وكان مقرّها الأول في ألمانيا الغربية لينقلها بعد زمن قصير إلى تونس ويبدأ بالمجال الإنتاجي العربي وفق إمكانيات وتقنيات غربية.
- في عام 1983م شارك في مسلسل «الناس لبعض»، وفي عام 1985م كان في بطولة المسلسل السعودي المصري إنها مجنونة مجنونة بدور «سعيد» ولاقى هذا المسلسل نجاح في الوسطين المصري والسعودي.
- في عام 1986م شارك في مسلسل «زائر من الفضاء»، وفي عام 1992م شارك في مسلسل «ليلى زمانها جايه» وفي عام 1993م كانت آخر أعماله التمثيلية من خلال مسلسل «المحاكمة» بدور رئيس التحرير «عزمي».
- في مسيرته في كتابة القصائد التي تغنّى فيها أهم نجوم الغناء في السعودية، وكان أهم هذه القصائد كانت مع طلال مدّاح الذي كتب له حوالي عشرين قصيدة وقام مدّاح بتلحينهم وغنائهم، مثل «اسمع حياتي، العيون التونسية، أنا غلطان ومتأسف، اليوم يمكن تقولي، راح وخلاني وحيد، عيني علينا علينا، شوف يا قلبي، طول يا ليل، ما دام معايا القمر، يا قمر، يا مسافر عالرياض» وغيرهم الكثير من الأغاني، كما تغنّى الفنان عبادي الجوهر ببعض من قصائده مثل «يا غزال، ما قلتلك، يا حلوتي».

## قصائده

### قصائده التي غنيت
نور الصباح وشعاع الصباح وآهات للفنان الكبير فوزي محسون ويا سارية خبريني وكلام البارحة تغير وغالي وبتغلى علينا وأحبك لو تكون حاضر، بعد إيه ترسل كتاب، أسمع حياتي، ياقمر تسلم لي عينك، يا مسافر عالرياض وغيرها الكثير للفنان الراحل طلال مداح ويا غزال، يا حلاوة، ما قلتلك.. وغيرها للفنان عبادي الجوهر .

## التكريم والجوائز
- درع الجنادرية للريادة الذي قدمه له الملك عبد الله بن عبد العزيز عندما كان وليًا للعهد.
- جائزة الريادة من مهرجان الجائزة الدولية الكبرى للريادة بسويسرا.
- جائزة مهرجان القاهرة الدولي للتلفزيون.
- وسام الاستحقاق الثقافي من الرئيس التونسي زين العابدين.
- تم اختياره من قبل جمعية الثقافة والفنون بجدة لتمثيل المملكة في مهرجان أفلام الطفل في الهند.

## وفاته
توفي في المستشفى بجدة إثر إصابته بجلطة في الدماغ في 19 سبتمبر 2001.

## وصلات خارجية
- منلوج لطفي زيني على يوتيوب
- عيني علينا على يوتيوب أغنية للفنان طلال مداح ويظهر فيها الفنان لطفي زيني
- تقرير قصير على يوتيوب تقرير قصير عن السيرة الذاتية للراحل: لطفي زيني